# Кубок європейських чемпіонів 1958—1959
Кубок європейських чемпіонів 1958–1959 — 4-й сезон головного європейського клубного турніру. Переможцем турніру став «Реал» (Мадрид), який продовжував залишатися єдиним переможцем четвертий рік поспіль.

## Учасники
- «Ювентус» (Турин)
- «Вінер Шпорт-Клуб» (Відень)
- «Динамо» (Загреб)
- «Дукла» (Прага)
- КБ (Копенгаген)
- «Шальке 04» (Гельзенкірхен)
- «Атлетіко» (Мадрид)
- «Драмкондра» (Дублін)
- «Вісмут» (Карл-Маркс-Штадт)
- «Петролул» (Плоєшті)
- «Женесс» (Еш)
- «Гетеборг»
- «Полонія» (Битом)
- МТК (Будапешт)
- ДОС (Утрехт)
- «Спортінг» (Лісабон)
- «Стандард» (Льєж)
- «Харт» (Единбург)
- «Ардс»
- «Реймс»
- «Реал» (Мадрид)
- «Бешикташ» (Стамбул)
- «Вулвергемптон Вондерерз»
- ЦДНА (Софія)
- «Янґ Бойз» (Берн)
- ГПС (Гельсінкі)

## 1/16 фіналу
| Команда 1                   | Заг.    | Команда 2                   | 1-й матч | 2-й матч |
| --------------------------- | ------- | --------------------------- | -------- | -------- |
| «Ювентус» (Турин)           | 3:8     | «Вінер Шпорт-Клуб» (Відень) | 3:1      | 0:7      |
| «Динамо» (Загреб)           | 3:4     | «Дукла» (Прага)             | 2:2      | 1:2      |
| КБ (Копенгаген)             | 5:5 1:3 | «Шальке 04» (Гельзенкірхен) | 3:0      | 2:5      |
| «Атлетіко» (Мадрид)         | 13:1    | «Драмкондра» (Дублін)       | 8:0      | 5:1      |
| «Вісмут» (Карл-Маркс-Штадт) | 4:4 4:0 | «Петролул» (Плоєшті)        | 4:2      | 0:2      |
| «Женесс» (Еш)               | 2:2 5:1 | «Гетеборг»                  | 1:2      | 1:0      |
| «Полонія» (Битом)           | 0:6     | МТК (Будапешт)              | 0:3      | 0:3      |
| ДОС (Утрехт)                | 4:6     | «Спортінг» (Лісабон)        | 3:4      | 1:2      |
| «Стандард» (Льєж)           | 6:3     | «Харт» (Единбург)           | 5:1      | 1:2      |
| «Ардс»                      | 3:10    | «Реймс»                     | 1:4      | 2:6      |

## 1/8 фіналу
| Команда 1                   | Заг.    | Команда 2                   | 1-й матч | 2-й матч |
| --------------------------- | ------- | --------------------------- | -------- | -------- |
| «Реал» (Мадрид)             | 3:1     | «Бешикташ» (Стамбул)        | 2:0      | 1:1      |
| «Вінер Шпорт-Клуб» (Відень) | 3:2     | «Дукла» (Прага)             | 3:1      | 0:1      |
| «Вулвергемптон Вондерерз»   | 3:4     | «Шальке 04» (Гельзенкірхен) | 2:2      | 1:2      |
| «Атлетіко» (Мадрид)         | 2:2 3:1 | ЦДНА (Софія)                | 2:1      | 0:1      |
| МТК (Будапешт)              | 2:6     | «Янґ Бойз» (Берн)           | 1:2      | 1:4      |
| «Гетеборг»                  | 2:6     | «Вісмут» (Карл-Маркс-Штадт) | 2:2      | 0:4      |
| «Спортінг» (Лісабон)        | 2:6     | «Стандард» (Льєж)           | 2:3      | 0:3      |
| «Реймс»                     | 7:0     | ГПС (Гельсінкі)             | 4:0      | 3:0      |

## Чвертьфінал
| Команда 1                   | Заг.    | Команда 2                   | 1-й матч | 2-й матч |
| --------------------------- | ------- | --------------------------- | -------- | -------- |
| «Вінер Шпорт-Клуб» (Відень) | 1:7     | «Реал» (Мадрид)             | 0:0      | 1:7      |
| «Атлетіко» (Мадрид)         | 4:1     | «Шальке 04» (Гельзенкірхен) | 3:0      | 1:1      |
| «Янґ Бойз» (Берн)           | 2:2 2:1 | «Вісмут» (Карл-Маркс-Штадт) | 2:2      | 0:0      |
| «Стандард» (Льєж)           | 2:3     | «Реймс»                     | 2:0      | 0:3      |

## Півфінал
| Команда 1         | Заг.    | Команда 2           | 1-й матч | 2-й матч |
| ----------------- | ------- | ------------------- | -------- | -------- |
| «Реал» (Мадрид)   | 2:2 2:1 | «Атлетіко» (Мадрид) | 2:1      | 0:1      |
| «Янґ Бойз» (Берн) | 1:3     | «Реймс»             | 1:0      | 0:3      |

## Фінал
| 3 червня 1959 |

| «Реал» (Мадрид)          | 2:0 | «Реймс» |
| ------------------------ | --- | ------- |
| Матеос 2' Ді Стефано 47' |     |         |

| «Неккарштадіон» (Штутгарт) Глядачів: 78 000 Арбітр: Альберт Душ |

| «Реал» | «Стад» |

| ВР            | 1  | Рохеліо Домінгес    |
| ЗХ            | 2  | Маркітос            |
| ЗХ            | 3  | Хосе Сантамарія     |
| ЗХ            | 4  | Хосе Саррага        |
| ПЗ            | 5  | Хуан Сантістебан    |
| ПЗ            | 6  | Антоніо Руїс        |
| НП            | 7  | Раймон Копа         |
| НП            | 8  | Енріке Матеос       |
| НП            | 9  | Альфредо Ді Стефано |
| НП            | 10 | Ектор Ріал          |
| НП            | 11 | Франсиско Хенто     |
| Тренер:       |    |                     |
| Луїс Карнілья |    |                     |

| ВР           | 1  | Домінік Колонна |
| ЗХ           | 2  | Бруно Родзік    |
| ЗХ           | 3  | Робер Жонке     |
| ЗХ           | 4  | Рауль Жіродо    |
| ПЗ           | 5  | Арман Пенверн   |
| ПЗ           | 6  | Мішель Леблон   |
| НП           | 7  | Робер Ламартін  |
| НП           | 8  | Рене Бліар      |
| НП           | 9  | Жуст Фонтен     |
| НП           | 10 | Роже П'янтоні   |
| НП           | 11 | Жан Венсан      |
| Тренер:      |    |                 |
| Альбер Батте |    |                 |

| Переможець кубка європейських чемпіонів УЄФА 1958–1959 |
| ------------------------------------------------------ |
| «Реал» Мадрид (четвертий титул)                        |